# Maximiliansgrotte
Die Maximiliansgrotte ist eine Schauhöhle bei Krottensee, einem Gemeindeteil von Neuhaus an der Pegnitz im mittelfränkischen Landkreis Nürnberger Land in Bayern.

## Lage
Die Karsthöhle liegt im Naturpark Fränkische Schweiz-Veldensteiner Forst etwa 2,6 Kilometer östlich von Neuhaus an der Pegnitz.

## Beschreibung
Die Tropfsteinhöhle im Krottenseer Forst gehört zur Erlebniswelt Jurahöhle. Ihre Gesamtlänge beträgt 1,2 Kilometer, die größte Höhe ist 70 Meter. Ihr tiefster Punkt liegt 70 Meter unter der Erdoberfläche. Die Grotte besteht aus einem verzweigten Gangsystem mit kleineren und größeren Hallen auf mehreren Etagen. Die öffentlichen Führungen, für die ein künstlicher Ein- und Ausgang geschaffen wurde, beziehen nur einen Teil der Höhle ein.
Im Höhlenkataster Fränkische Alb (HFA) ist die Maximiliansgrotte als A 27 registriert.
Die Höhle ist vom Bayerischen Landesamt für Umwelt als Geotop 371H001 und Naturdenkmal ausgewiesen.
Die Hallen bekamen Namen, die an ihre Form erinnern sollen. So gibt es eine „Orgelgrotte“ und eine „Schatzkammer“. Ein sechs Meter hoher Tropfstein, der sogenannte Eisberg, gilt als größter Tropfstein in Deutschland. Da die Grotte mehrere Zugänge hat, sind infolge der dynamischen Bewetterung an den Zugängen deutliche Luftbewegungen wahrzunehmen. Sie hieß deshalb früher Windloch.

## Geschichte
Möglicherweise ist die Maximiliansgrotte bereits in der Kreidezeit entstanden. Laugungsfacetten beweisen, dass die Höhle unterhalb des Karstwasserspiegels durch stillstehendes Wasser gebildet wurde. Ob die Grotte einst von Menschen bewohnt war, ist nicht sicher. Scherben eines Gefäßes aus der Hallstattzeit, die im Inneren gefunden wurden, sind wahrscheinlich nur hineingeschwemmt worden.
Die Höhle wurde erstmals im Jahre 1596 schriftlich erwähnt, als Kurfürst Friedrich IV. von der Pfalz versuchte, aus den Tropfsteinen Gold zu machen. Er ließ damals „gelbe Materie“ (in Wahrheit handelte es sich um Höhlenlehm) und abgeschlagene Tropfsteine aus der Höhle schaffen.
Während des Dreißigjährigen Krieges versteckten die Bauern aus der Umgebung ihre Frauen und Töchter in der Maximiliansgrotte. 1703 wurden während des Spanischen Erbfolgekriegs 28 gefallene Soldaten in die Höhle geworfen; 1833 stürzte eine geistig verwirrte Frau aus der Umgebung durch das so genannte Windloch, den damals einzigen bekannten Eingang, und wurde erst nach fünf Tagen unverletzt in der Höhle wiedergefunden.
Lange Zeit wurde gestritten, ob die Höhle zur Oberpfalz oder zu Mittelfranken gehört. Durch ihre Lage an der Grenze erheben Auerbach und Neuhaus an der Pegnitz Anspruch auf die Höhle. 2003 erfolgte die staatliche Entscheidung, dass die Höhle Mittelfranken zugehörig ist.
2003 war die Maximiliansgrotte eine der drei Höhlen, in der die Willi-wills-wissen-Folge Wer traut sich rein in dunkle Höhlen? gedreht wurde.

## Erforschung
Der heutige Eingang wird erst seit 1852 genutzt. An Silvester 1852 erkundeten drei Männer aus der Umgebung die Höhle erstmals genauer. Unter ihnen war Johann Leißner aus Krottensee, nach dem eine der Hallen der Höhle benannt ist.
Zur Erinnerung an Maximilian II. wurde die Höhle 1853 oder 1854 in Maximiliansgrotte umbenannt. Seit 1878 kann sie besichtigt werden. 1994 wurden die Karbidlampen, deren Ruß viele Tropfsteine geschwärzt hatte, durch elektrisches Licht ersetzt. Die Höhle besuchen jährlich etwa 10.000 Gäste. Im Vergleich zur wohl bekanntesten Höhle der Fränkischen Schweiz, der Teufelshöhle mit 156.100 Besuchern im Fünfjahresdurchschnitt der Jahre 2006 bis 2010, ist die Zahl relativ gering.
Die Besichtigung ist nur im Rahmen einer Führung möglich und beschränkt sich auf einen recht kleinen Teil der Höhle. Sie beginnt an dem seit 1852 genutzten Zugang. Die erste Halle, die besichtigt wird, ist der Leißnerdom. Von hier aus sieht man in 26 Meter Höhe über dem Höhlenboden das Tageslicht durch das Windloch einfallen. Hinter dem Leißnerdom liegt die Adlergrotte, die nach einem Tropfsteingebilde, das einem Adler mit ausgebreiteten Schwingen gleicht, benannt wurde. Neben dem Adler sind dort auch eine Eule, ein kleiner Elefant und ein Euter zu finden.
In der Orgelgrotte, dem nächsten Raum, befinden sich zahlreiche Tropfsteine, die zum Teil auf abgestürzten Blöcken gewachsen sind. Mindestens an einem dieser Blöcke sind Reste von Stalagmiten zu sehen, die schräg liegen, woraus man Rückschlüsse auf die ursprüngliche Position ziehen kann. Der ca. sechs Meter hohe Eisberg mit einem Durchmesser von etwa drei Metern befindet sich in einer Seitengrotte der Orgelgrotte. Am Ende der Orgelgrotte ist das sogenannte Taufbecken, ein Sinterbecken mit einem Durchmesser von ungefähr 50 Zentimetern, zu sehen.
Es folgt der Weg durch die Schatzkammer; in einer Seitengrotte befindet sich eine Bodentropfsteingruppe in Form eines Elefanten mit Reiter. Nach Passieren einiger Tropfsteinsäulen gelangt man in die Schwarze Halle, in der in der Höhle gefundene Überreste von Höhlenbären sowie Gebeine der im Spanischen Erbfolgekrieg gefallenen Soldaten zusammengetragen wurden. Von dort gelangt man durch einen 1926 entdeckten Ausgang ins Freie; vermutlich war dies auch der Weg, auf dem einst die Höhlenbären in die Maximiliansgrotte gelangten. In der Nähe befindet sich das durch ein Gitter und einen Zaun gesicherte Windloch über dem Leißnerdom.

## Bildergalerie

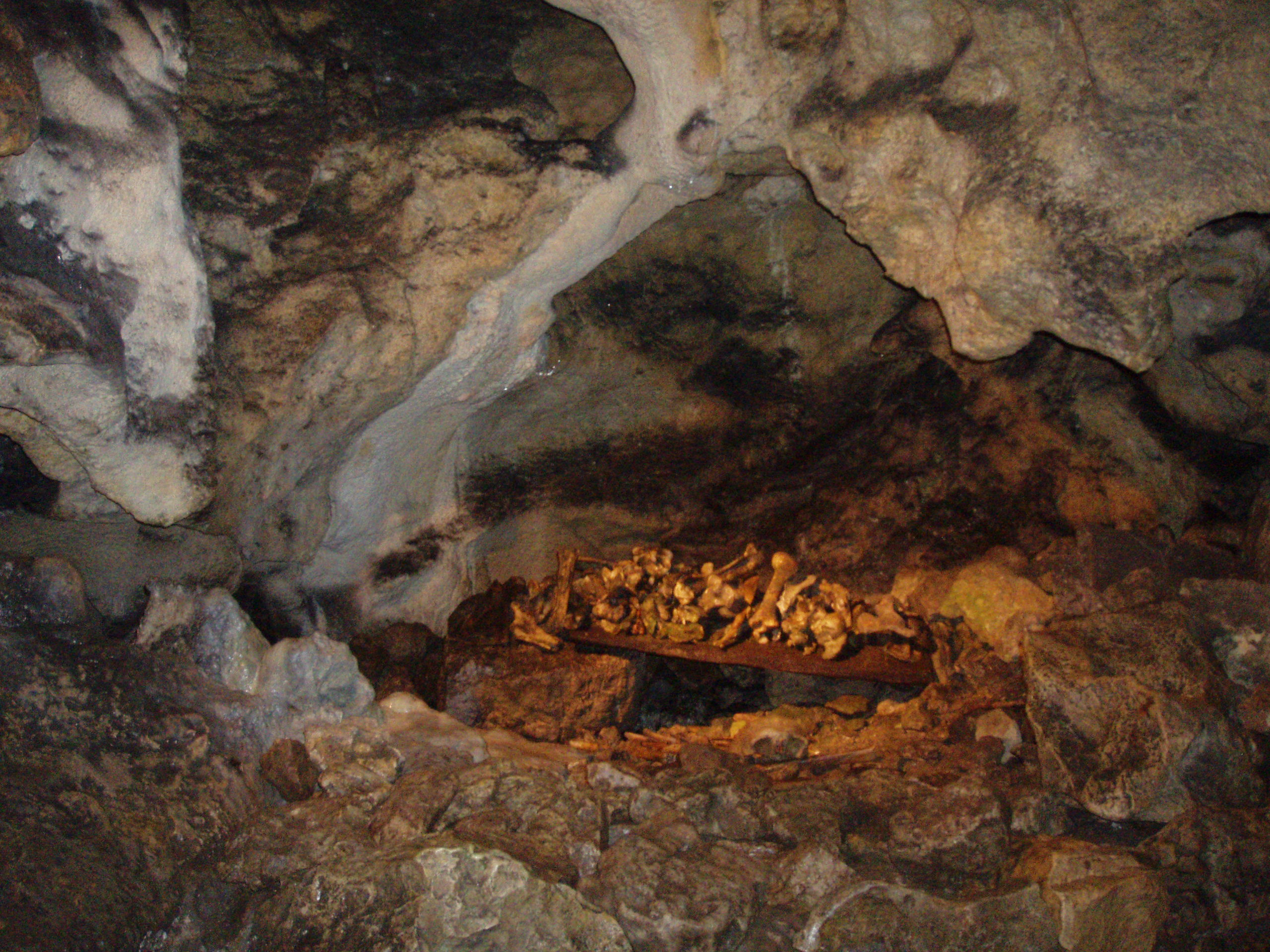
Knochen von gefallenen Soldaten (unten) und von Höhlenbären (oben)
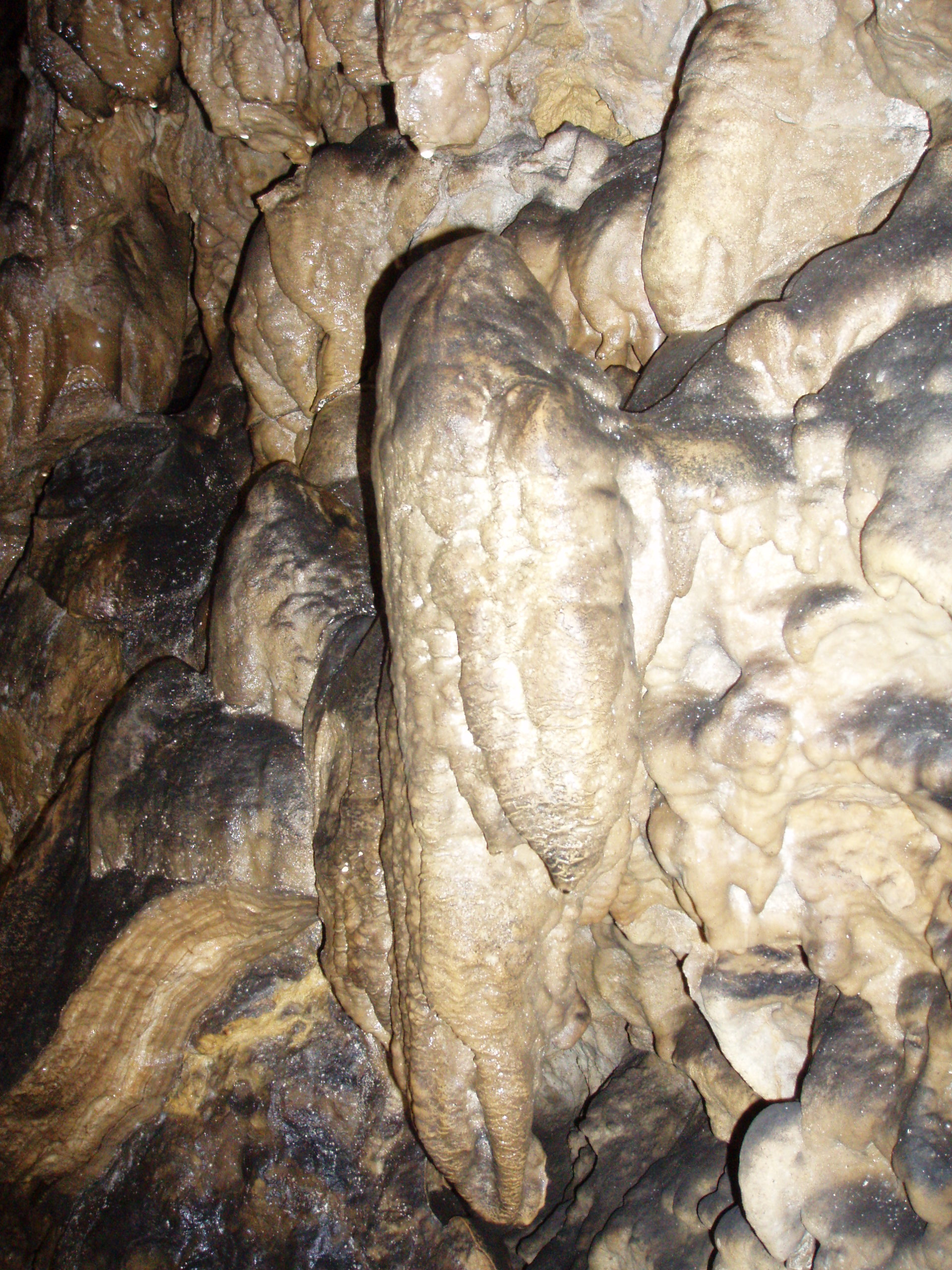
Die Eule
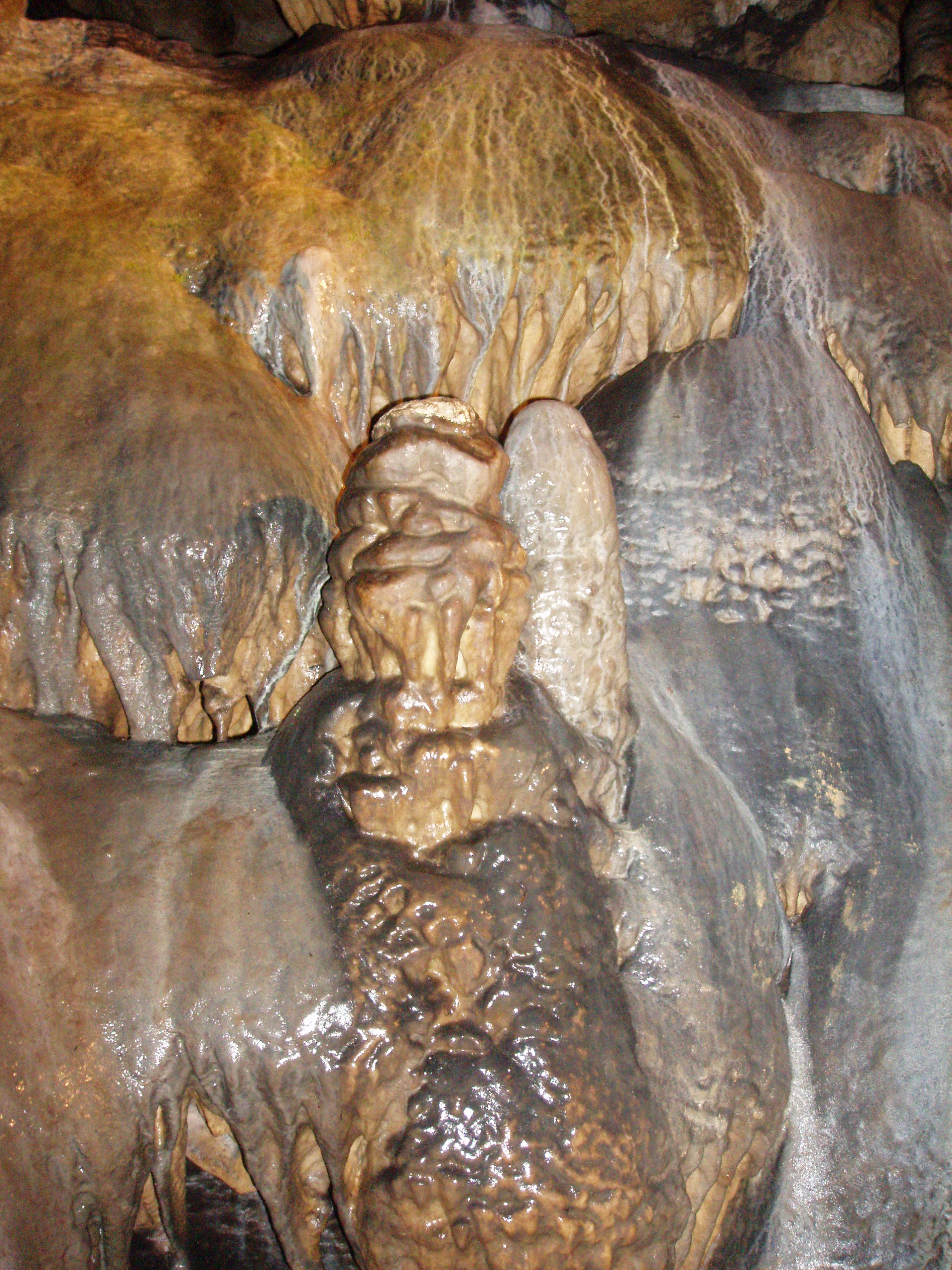
Schatzkammer
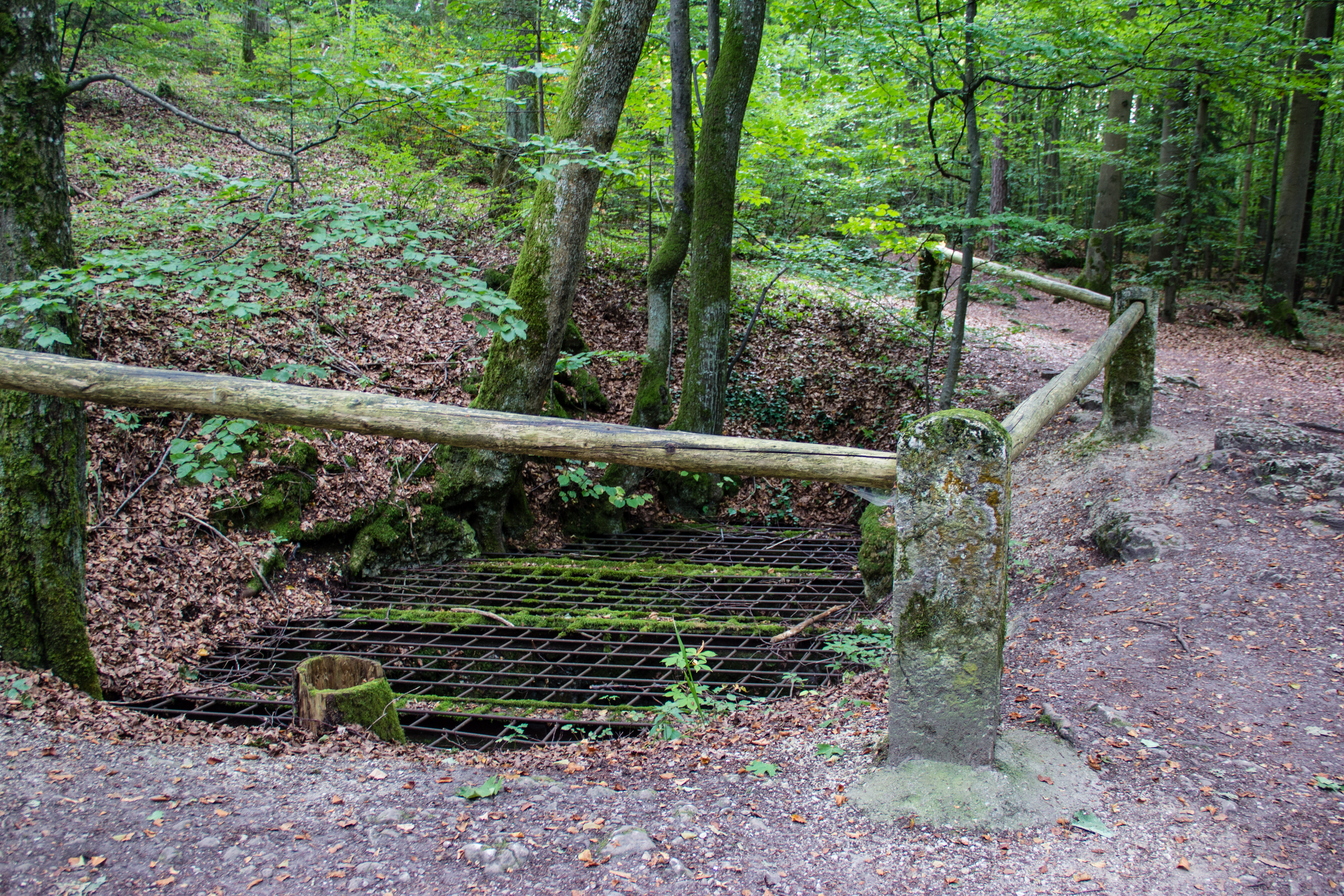
Das Windloch
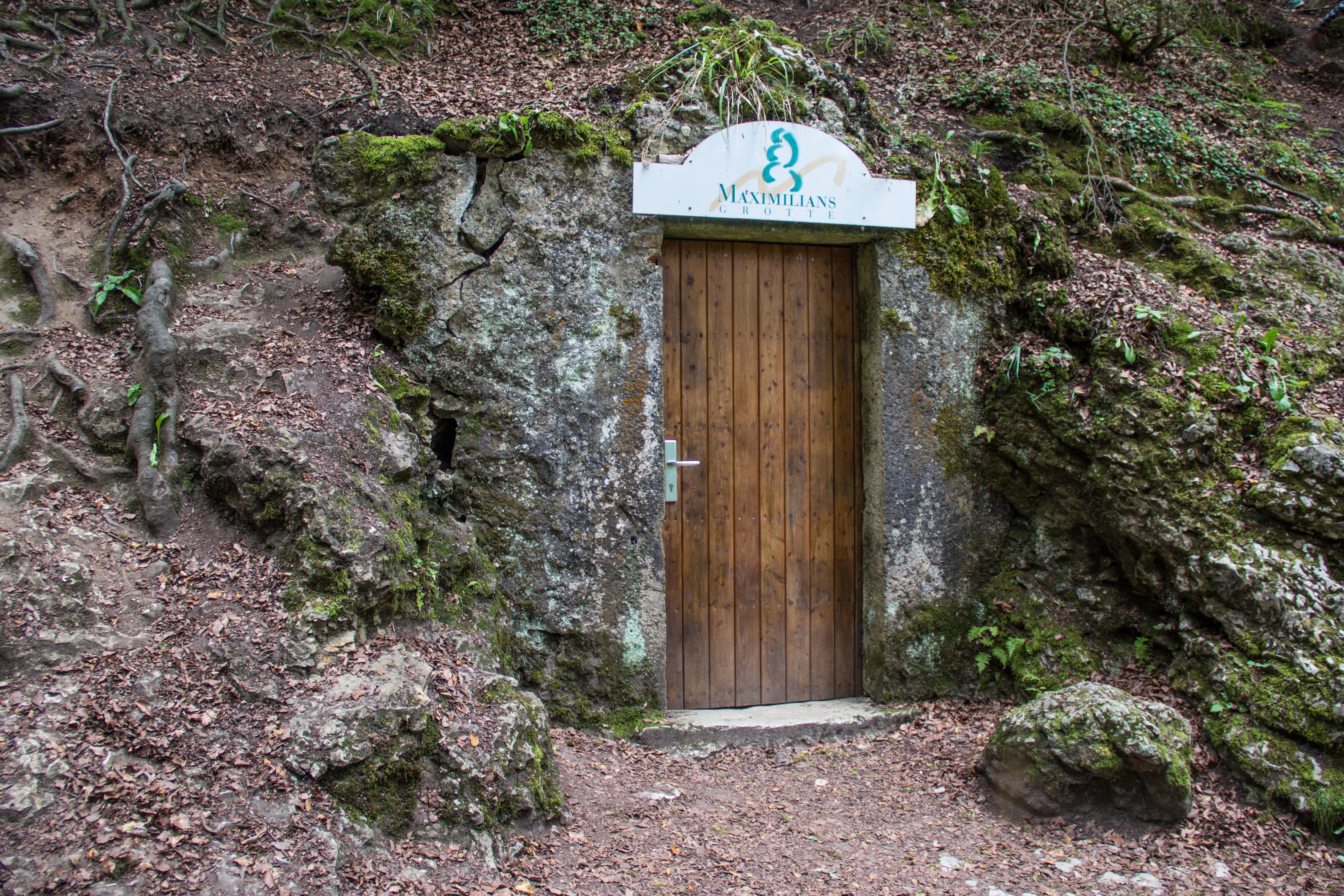
Der Eingang
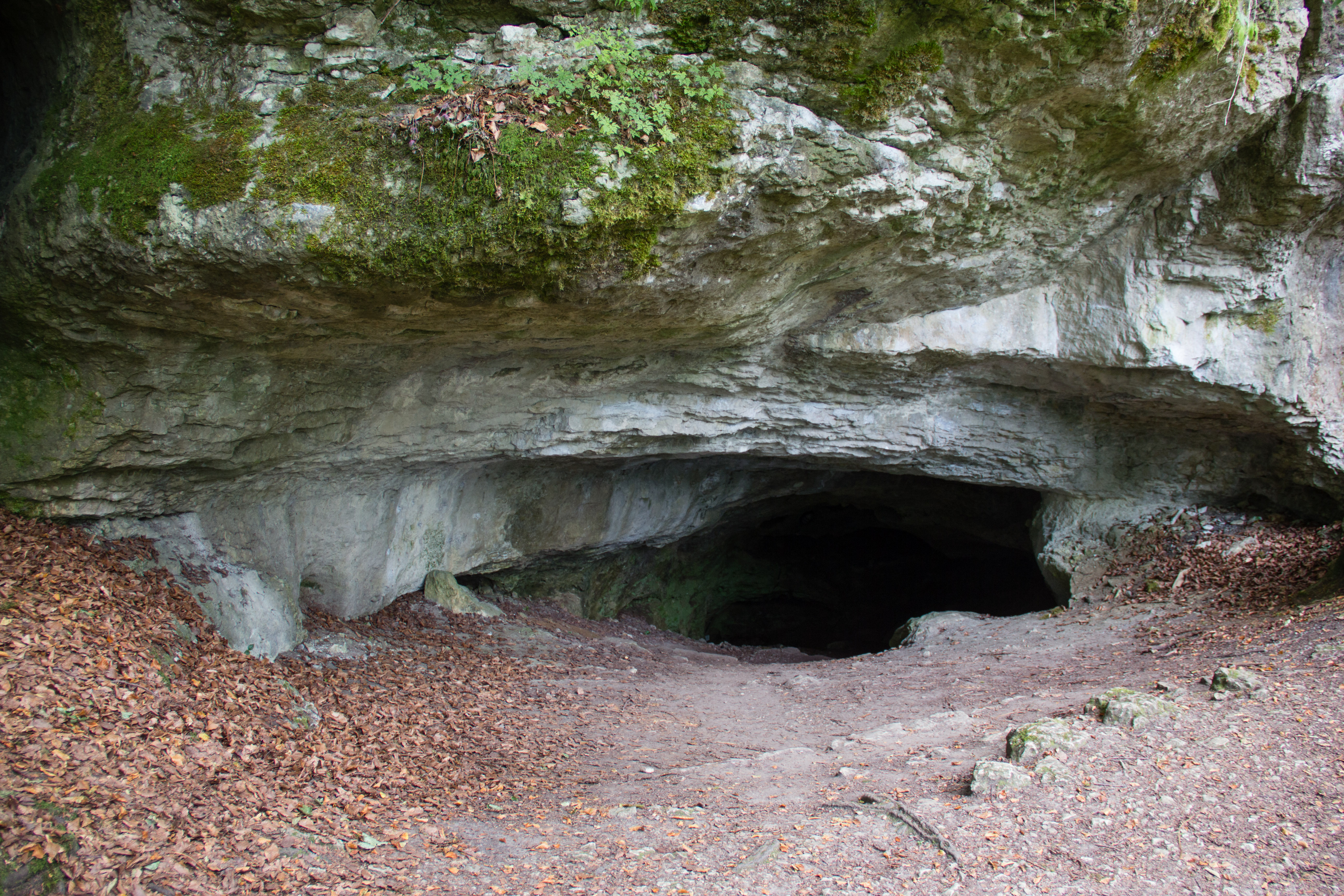
Der Ausgang